# نيكولاس مارتينيز
نيكولاس مارتينيز (بالإسبانية: Nicolás Martínez)‏ (25 سبتمبر 1987 فيدما الأرجنتين - ) هو لاعب كرة قدم أرجنتيني يلعب كلاعب وسط.

## روابط خارجية
- نيكولاس مارتينيز على موقع قاعدة بيانات كرة القدم.إي يو (الإنجليزية)
- نيكولاس مارتينيز على موقع Soccerway.com (الإنجليزية)
- نيكولاس مارتينيز على موقع AS.com (الإسبانية)